# San Pietro a Maida
San Pietro a Maida är en ort och kommun i provinsen Catanzaro i regionen Kalabrien i Italien. Kommunen hade 4 067 invånare (2018).